# Volby do zastupitelstva města Plzně 2002
Volby do zastupitelstva města Plzně v roce 2002 proběhly v rámci obecních voleb v pátek 1. a sobotu 2. listopadu. Brno mělo pouze jeden volební obvod, zvoleno bylo celkem 47 zastupitelů.
Vítězem voleb se stala potřetí Občanská demokratická strana a Česká strana sociálně demokratická skončila na druhém místě. Primátorem zůstal Jiří Šneberger. Koalici vytvořila ODS, Pravá volba pro Plzeň, KDU-ČSL a Koalice US-DEU a SNK.
| Volební strana                                                | Počet hlasů | Hlasy v % | Mandáty | Bilance |
| ------------------------------------------------------------- | ----------- | --------- | ------- | ------- |
| Občanská demokratická strana                                  | 743 089     | 37,89     | 20      | ▲ +5    |
| Česká strana sociálně demokratická                            | 403 889     | 20,59     | 10      | ▼ -1    |
| Komunistická strana Čech a Moravy                             | 260 123     | 13,26     | 7       | ▲ +1    |
| Pravá volba pro Plzeň                                         | 183 245     | 9.34      | 4       | ▲ +1    |
| Křesťanská a demokratická unie – Československá strana lidová | 145 680     | 7,43      | 3       | ▼ -1    |
| Koalice US-DEU, SNK                                           | 118 713     | 6,05      | 3       | -       |
| Strana zelených                                               | 71 830      | 3,66      | 0       | -       |
| Občanská demokratická aliance                                 | 26 005      | 1,33      | 0       | ▼ -1    |
| Strana za životní jistoty                                     | 8 820       | 0,45      | 0       | ▼ -1    |